# Cagiva Freccia
 (octobre 2014).
Si vous disposez d'ouvrages ou d'articles de référence ou si vous connaissez des sites web de qualité traitant du thème abordé ici, merci de compléter l'article en donnant les références utiles à sa vérifiabilité et en les liant à la section « Notes et références ».
La Cagiva Freccia est une motocyclette italienne fabriquée par Cagiva, catégorie sportive.
La Cagiva Freccia a été déclinée en plusieurs modèles, de 1987 à 1990 : Freccia C9, Freccia C10R, Freccia C12R, Freccia C12SP et Freccia FY.
L'esthétique général de la Freccia est calqué sur celle de la Ducati 750 Paso.

## Moteur
C'est un monocylindre de 125 cm3 2 temps à refroidissement liquide. L’échappement est muni d'une valve à ouverture variable pour un gain de couple à bas régime. Le démarreur est électrique et l'embrayage à bain d'huile est à commande par câble. La boite de vitesses possède 6 rapports, puis 7 rapports à partir de la C12R.

## Partie cycle
La fourche de 35 millimètres de diamètre est non réglable. Le monoamortisseur arrière est non réglable. L'ensemble des éléments de suspensions sont badgés Marzocchi.
Le freinage est confié à Brembo pour les disques ainsi que les étriers de frein. Les Freccia C9 et C10R utilisent un disque de 260 mm de diamètre à l'avant. Il sera remplacé par un modèle de 298 mm à partir de la C12R.
Sous le couvercle réservoir en plastique, on trouve un petit coffre de rangement, le réservoir d'essence, le réservoir d'huile ainsi que le vase d'expansion.

## Coloris
Noir et gris, jantes blanches

Rouge et gris, jantes blanches

## Motos similaires
- Honda NSR 125
- Aprilia AF1 125
- Gilera SP 125
- Yamaha TZR 125
- Suzuki RG 125 Gamma